# Zeargyrodes fasciatus
Zeargyrodes fasciatus là một loài bọ cánh cứng trong họ Cerambycidae.